# IC 5077
IC 5077 ist eine Spiralgalaxie vom Hubble-Typ Sc im Sternbild Pfau am Südsternhimmel. Sie ist schätzungsweise 685 Millionen Lichtjahre von der Milchstraße entfernt.
Das Objekt wurde am 28. September 1900 von DeLisle Stewart entdeckt.